# كنيسة شفاعة مريم العذراء (تومسك)
كنيسة شفاعة مريم العذراء (بالروسية: Храм Покрова Пресвятой Богородицы Царицы Святого Розария) هي كنيسة كاثوليكية تقع في مدينة تومسك في روسيا.  

## تاريخ
تعمل الجمعية الخيرية للإرساليات الخيرية (التي أسستها السيدة الأم تيريزا) في الأبرشية. كما أنهم يديرون مدرسة ثانوية ومنزلاً للمشردين.
تم «تأميم» الكنيسة في عام 1922، وتم منحها إيجار في الرعية، ثم أغلقتها السلطات الشيوعية في عام 1938.
بعد سقوط الشيوعية أُعيدت إلى المجتمع الكاثوليكي في عام 1990، وتم تكريسها مرة أخرى في 6 أكتوبر 1991.

## روابط خارجية
- (بالروسية) الموقع الرسمي